# Galina Tímchenko
Galina Víktorovna Tímchenko (en ruso: Гали́на Ви́кторовна Ти́мченко; Moscú, 8 de mayo de 1962) es una periodista rusa, editora ejecutiva y directora general de Meduza.

## Primeros años y educación
Tímchenko nació el 8 de mayo de 1962 en Moscú. Estudió en el 3.º Instituto de Medicina de Moscú, pero en el quinto año dejó sus estudios, lo que afirmó se convirtió en la decisión más difícil de su vida: «Después de eso, mi madre y mi hermana estuvieron sin hablarme durante seis meses. Y mis supervisores científicos también se sintieron tan ofendidos por mí ... Estaba completamente aislada». Tímchenko también señaló que el motivo del ingreso en el instituto médico fue la fuerte influencia que ejerció sobre ella su madre, y el motivo de abandonarlo cerca del final de la formación fue el maximalismo de Tímchenko: «¿Pero qué sentido tiene perder tiempo de tu vida en algo que sabes con certeza que no vas a ejercer? ¿Para conseguir un papel?».
Entre 1997 y 1999, se desempeñó como redactora en el periódico Kommersant.

## Carrera

### Lenta.ru
En 1999, pasó a la publicación de Internet de reciente creación Lenta.ru, tras haber pasado de empleada del servicio de supervisión a redactora jefa. En 2004, fue nombrada editora en jefe.
En 2010, el Berkman Klein Center for Internet & Society de la Universidad de Harvard llevó a cabo un estudio de la blogosfera rusa, que reconoció a Lenta.ru como la fuente de noticias citada con más frecuencia en los blogs rusos. Según un estudio de comScore en abril de 2013, Lenta.ru ocupó el quinto lugar en términos de tráfico entre los sitios de noticias europeos. Según Alexa, en marzo de 2014, Lenta.ru ocupaba el puesto 16 en popularidad en Rusia.
El 12 de marzo de 2014, por decisión del propietario de la publicación, Aleksandr Mamut(en), Tímchenko fue despedida varias horas después de que la publicación que encabezaba recibiera una advertencia del Servicio Federal de Supervisión de las Telecomunicaciones, Tecnologías de la Información y Medios de Comunicación (Roskomnadzor) debido a que uno de los materiales periodísticos contenía una referencia a una entrevista con el líder de los nacionalistas ucranianos Dmitró Yárosh. Alekséi Goreslavski fue nombrado en su lugar.

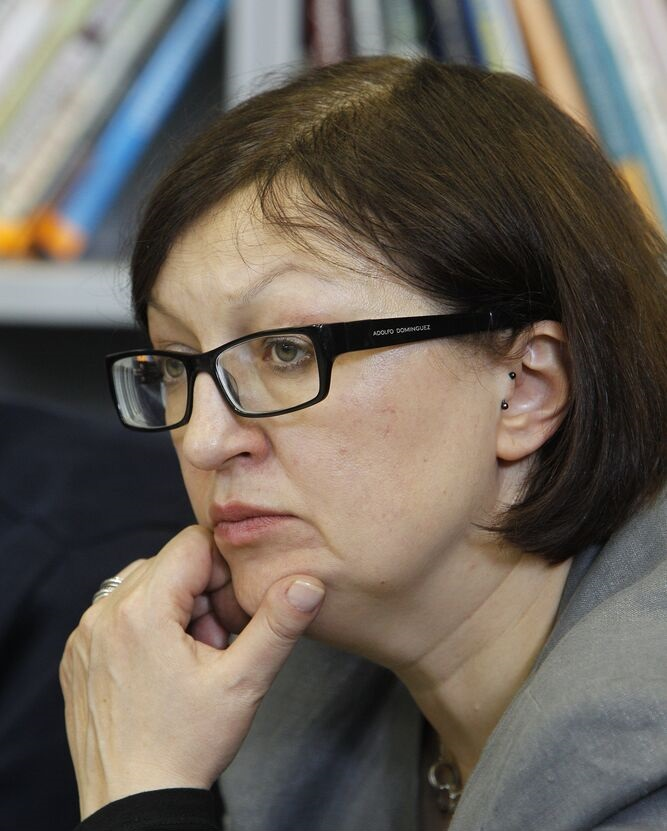
Galina Tímchenko en 2011

El despido de Tímchenko provocó valoraciones contradictorias por parte de los comentaristas. Según el politólogo Gleb Pavlovski, la destitución de Tímchenko se llevó a cabo en el marco de la creciente presión de las autoridades rusas sobre la libertad de prensa. El vicepresidente del Comité de Vivienda y Servicios Comunales de la Duma Estatal, Aleksandr Sidyakin, vio la dimisión de Tímchenko como una autorregulación de la comunidad periodística. Varios destacados blogueros rusos, que apreciaban mucho el trabajo de Timchenko, hablaron con dureza sobre su despido. Entre otros, el exembajador de los Estados Unidos en Rusia, Michael McFaul(en), habló bien sobre el trabajo de Tímchenko.
El día del despido de Galina Tímchenko, el consejo editorial de Lenta.ru se dirigió a los lectores.

En los últimos dos años, el espacio para el periodismo libre en Rusia ha disminuido drásticamente. Algunas publicaciones están controladas directamente desde el Kremlin, otras a través de tutores, y otras por editores que temen perder sus trabajos.

### Meduza
El 20 de octubre de 2014, en Riga se lanzó Meduza, el proyecto de noticias de Tímchenko y varios otros exempleados de Lenta.ru. Inicialmente, la financiación del nuevo proyecto debía ser realizada por los empresarios Mijaíl Jodorkovski y Borís Zimín, pero las partes no pudieron llegar a un acuerdo. Meduza pudo encontrar nuevos inversores en una semana, aunque no se informó quiénes finalmente se convertirían en ellos, y la propia Tímchenko en una entrevista con la revista Forbes señaló: «Sus nombres no le dirán nada a nadie. Estas personas son categóricamente no públicas, no tienen nada que ver con los medios o la política».

### Otras actividades
Durante la anexión de Crimea fue participante en el congreso «Ucrania-Rusia: Diálogo», que se celebró del 24 al 25 de abril de 2014 en Kiev.

## Calificaciones y opiniones
La editora en jefe de Védomosti T. G. Lysova, en una entrevista con el editor en jefe de la revista Esquire Rusia, Ígor Sadréiev, señaló:

No puedo imaginar cómo Galina Tímchenko logró administrar el sitio, que era visitado por millones de personas al día, cómo logró comprender a estas personas, adivinar sus necesidades e intereses. Para hacer esto, necesita tener siete pulgadas en la frente.